# Потапово (Москва)
Пота́пово — деревня в районе Южное Бутово Юго-Западного административного округа города Москвы. Окружена коттеджным посёлком.

## Описание
В деревне проживало 15 человек, площадь составляла 12 га (2004 год). На 2023 год в посёлке проживает около 15000 жителей.

## История
Впервые деревня упоминается в 1773 году. Земля принадлежала генералу Федору Гавриловичу Чекину, одному из главных военных офицеров времён Петра I.
Позднее деревня была куплена государственным деятелем, основателем Московского университета Иваном Ивановичем Шуваловым, фаворитом императрицы Елизавета Петровна. Граф присоединил Потапово к селу Воскресенское. В это время в Потапово насчитывалось 11 дворов, где проживало 68 душ.
Неизвестно, где именно находилась хозяйская усадьба. Историк Игорь Еремин пишет, что имение «расположено при овраге. Дом господский деревянный, пруд, в нем рыба — караси. Земля иловатая, на ней родятся рожь, овес, ячмень и сенные покосы посредственны. Лес дубовый, осиновый и березовый…».
К 1805 году усадьбой владела тайная советница Екатерина Гавриловна Хитрово (урожденная Белкина), жена сенатора Петра Васильевича Хитрово, депутата от болховского дворянства в комиссии для составления проекта нового уложения. В том месте, где ныне проходит новая дорога в Коммунарку (улица Александры Монаховой), находился Белкин лес. Его опушка сохранилась рядом с домами деревни Гавриково.
В 1811 году Потапово перешло в наследство дочери Хитрово, Варваре Петровне, вышедшей замуж за генерала Евгения Ивановича Оленина, военачальника эпохи Наполеоновских войн. В середине XIX века Потапово владела семья генерала-майора Петра Александровича Грессера. В это время в деревне насчитывалось 8 дворов, в которых проживало 38 человек.
До 1927 году в Потапово зимой изготавлялись коробки для табачной продукции. За материалом ездили в Москву. Готовая продукция сдавалась в село Чернево.
В 1930 году Потапово вошло в колхоз «Стальная оборона». Позднее в его составе были объединены пять деревень. Трудодни в колхозе оплачивали только продуктами: зерном или картофелем.
Во время Великой Отечественной войны в Потапово базировалась зенитная батарея, которой удалось уничтожить несколько десятков немецких самолётов.
В 1961 году деревня стала частью совхоза «Коммунарка». По распоряжению директора на месте оврага начали копать водоём, чтобы использовать воду для орошения полей. Однако система орошения не заработала из-за недостатка воды. Искусственные пруды были слиты и превратились в илистое болото. В 1984 году деревня вошла в состав Москвы (вместе с остальными населёнными пунктами Бутова).

## В составе Москвы
В настоящее время вокруг деревни находится КЖК Потапово. Поблизости имеются леса и две реки — Десна и Цыганка. В посёлке созданы 2 пруда площадью 10 га.